# Ту-22М
Ту-22М (за класифікацією НАТО — Backfire) — надзвуковий дальній стратегічний бомбардувальник-ракетоносій зі змінною геометрією крила.
Розроблений КБ Туполєва в 1960-х роках. Виготовлявся в двох основних модифікаціях: Ту-22М2 (знятий з озброєння в 1990-х роках) та Ту-22М3, який виготовлявся з 1978 по 1993 рік та експлуатується ПКС Росії, станом на 2025 рік.

## Історія виникнення серії
До середини 1960-х років тенденції в області бойового застосування дальньої авіації позначили низьку ефективність однорежимних надзвукових важких бомбардувальників. Необхідно було створювати багаторежимні літаки, здатні виконувати бойові завдання в широкому спектрі висот і швидкостей. Ця мета могла бути досягнута насамперед використанням крила змінюваної в польоті стріловидності.
Робота над проєктом такого дальнього ударного літака почалася в ОКБ Туполєва в 1965 році. Спочатку робота велася без фінансування з державного бюджету на ініціативних засадах і позиціонувалася виключно як глибока модернізація літака Ту-22К. Проєкт спочатку отримав назву «145», або офіційно — машина «АМ», «ЮМ», і остаточна назва «45». На цьому етапі проектування йшли розробки конструкції, вже випробуваної на літаках Ту-22 з розміщенням двигунів над фюзеляжем по обидва боки кіля. Переробки стосувалися практично тільки крила майбутнього літака. Однак до 1967 року з ряду технічних причин конструкція Ту-22М була повністю переглянута і прототип нового бомбардувальника втратив схожість з літаком-попередником. За основу проекту «145» остаточно був узятий проект «106Б». З'являється варіант Ту-22М із середньорозташованим крилом, повітрозабірниками по бортах фюзеляжу і розміщенням двигунів у хвостовій його частини, за типом важкого перехоплювача Ту-128.
28 листопада 1967 вийшла Постанова Уряду СРСР про створення модифікації Ту-22К — Ту-22КМ з двигунами НК-144-22 і крилом змінної стріловидності. Цей варіант конструкції з деякими доробками став основою майбутньої серії Ту-22М. Ця назва підкреслювала спадкоємність з першим надзвуковим важким бомбардувальником Ту-22.
Багато в чому позначення Ту-22М є результатом політики. А. Н. Туполєв на конкурсі пропонував варіант модернізації Ту-22 для економії коштів на розробку з метою отримання замовлення.
Були опрацьовані два основні варіанти літака. Перший варіант передбачав двигуни НК-144-22 (виріб «ФМ»), навігаційно-пілотажне і прицільне обладнання від Ту-22К. У другому варіанті передбачалися двигуни НК-144-11 (виріб «ФМА»), нове і перспективне обладнання літака. Також передбачалося два варіанти в побудові системи оборони — традиційне гарматне з елементами РЕП або розвиненіший комплекс РЕП за рахунок відмови від кормової баштової установки.

### Ту-22М0

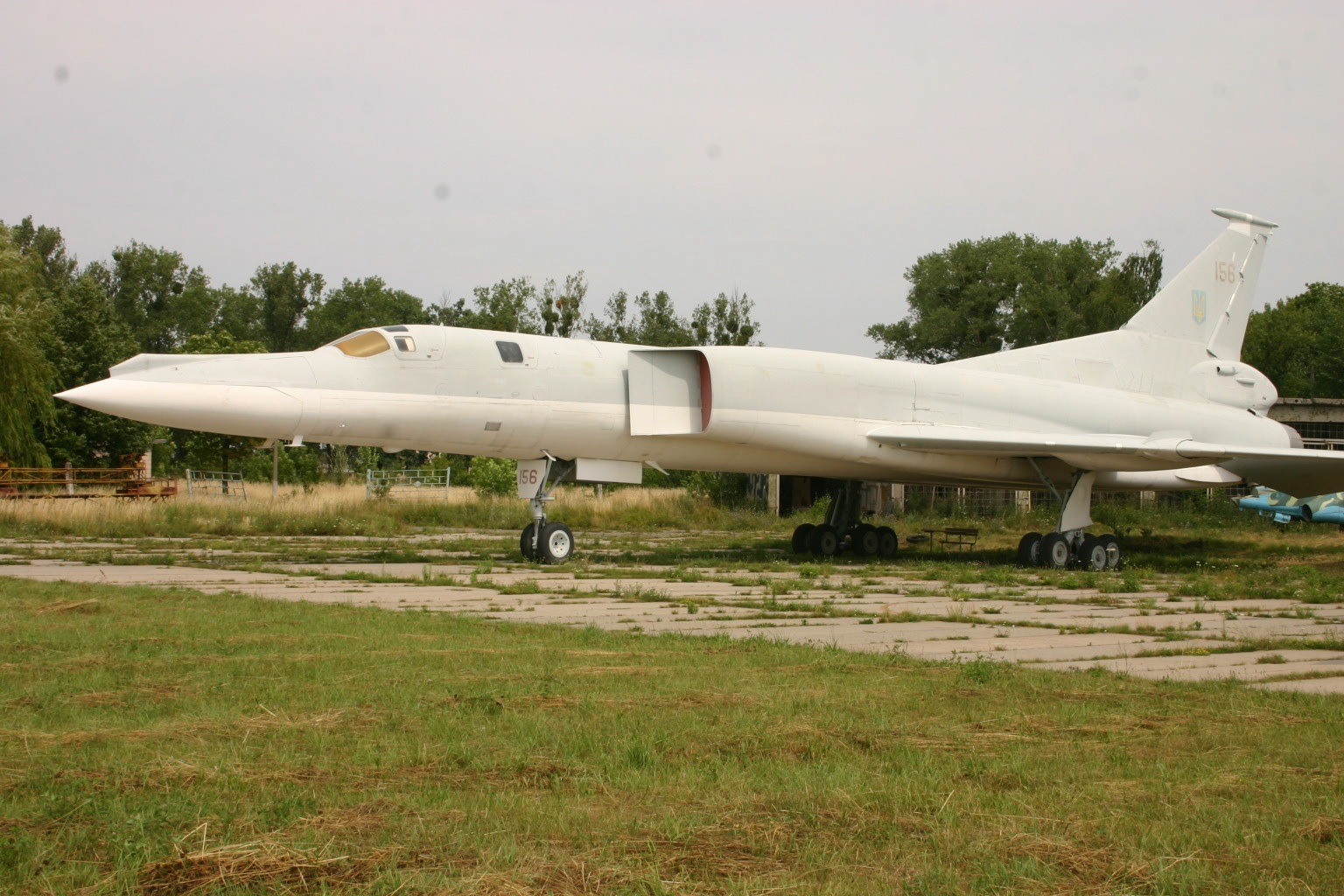
Ту-22M, Державний музей авіації, Київ

28 листопада 1967 року Рада Міністрів СРСР випустила Постанову № 1098-378, згідно з якою перед ОКБ Туполева ставилося завдання про проектування модифікації Ту-22К — Ту-22КМ з крилом змінної стріловидності і двома ДТРДФ НК-144 (НК-144-2). Цим було покладено початок офіційної стадії розробок серії Ту-22М.
Восени 1967 року за результатами макетної комісії та матеріалами ескізного проекту було ухвалено рішення розпочати будівництво серії літаків Ту-22М0 («45-00») на Казанському авіаційному заводі ім. Горбунова (КАЗ ім. Горбунова, до середини 1960-х завод № 22 МАП). Головним конструктором літака був призначений Д. С. Марков.
За результатами роботи макетної комісії восени 1967 р. було вирішено будувати дослідну серію літаків «45-00» за програмою першого етапу — з устаткуванням від Ту-22К і двигунами «ФМ».
Перший літак Ту-22М0 був побудований до середини 1969 року і 30 серпня 1969 року він здійснив свій перший політ (командир корабля льотчик-випробувач В. П. Борисов). Паралельно з випробуваннями в Казані йшло виробництво серійних літаків Ту-22М0. До кінця 1972 року було побудовано 9 Ту-22М0, п'ять з яких застосовувалися для перепідготовки екіпажів бомбардувальників у Центрі бойової підготовки та застосування Дальньої авіації в Рязані. На заході літаки цієї серії довгий час знали під службовим найменуванням Ту-26.
У ході льотних випробувань з'ясувалося, що основні льотні характеристики нового літака виявилися навіть гіршими, ніж у Ту-22К, і потрібно провести великий обсяг робіт з його модернізації. Командування ВПС вимагало удосконалити льотно-технічні характеристики літака і його бортове обладнання. У грудні 1969 року а на другому етапі доведення Ту-22М ухвалюється рішення щодо модернізації Ту-22М0 в Ту-22М1.

### Ту-22М1

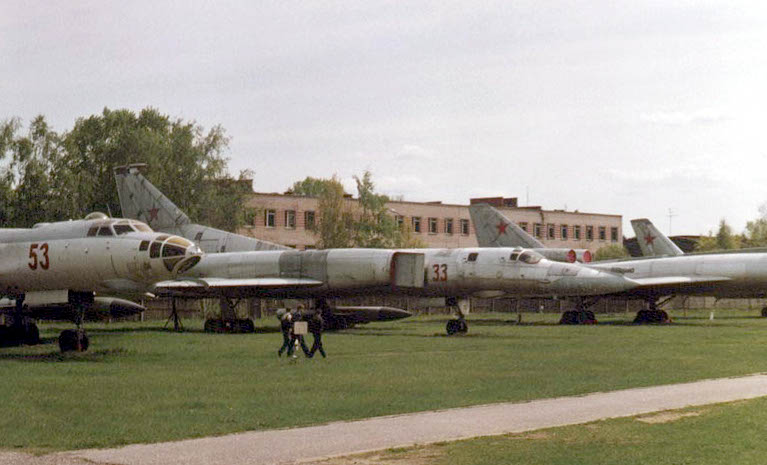
Ту-22М1

З 1970 року в ОКБ Туполева велося проектування літака Ту-22М1 («45-01») з урахуванням досвіду розробок і випробувань Ту-22М0.
У ході модернізації вдалося значно (на 3 тонни) знизити масу планера і поліпшити аеродинаміку. Суттєвих змін зазнали конструкція повітрязабірників, механізація і геометрія крил, система оборонного озброєння (була встановлена дистанційно керована гарматна установка 9А-502 з двома гарматами ГШ-23Л і боєзапасом в 1200 снарядів) і схема забарвлення: літак фарбувався в сірий, нижня частину фюзеляжу і площин — у білий «протиатомний» колір. Вперше на літак такого класу була встановлена багатофункціональна автоматична бортова система управління АБСУ-145, з необоротним гідропідсилювачем і електродистанційним каналом по крену. Виконано комплекс робіт з наступальної зброї, зокрема проведена модифікація ракети Х-22 в Х-22М (виріб Д2М), переважно за системою наведення.
Влітку 1971 року на Казанському авіаційному заводі було завершено збирання першого Ту-22М1 з двигунами НК-144-22. 28 липня 1971 року почалися його льотні випробування. Ще до закінчення випробувань, було вирішено почати серійне виробництво літака.
До кінця 1972 року на КАЗ побудували 9 літаків типу Ту-22М1. Частина з них використовували для випробувань при доведенні літака і його систем, частина була передана в 33-й центр бойової підготовки морської авіації.
У стройові частини ВПС СРСР Ту-22М1 не надходив. У великій серії вирішено було будувати Ту-22М2 — подальший розвиток Ту-22М1 з двигунами НК-22 (потужністю 20 000 кгс кожен), на якому вдалося позбутися від багатьох недоліків попередніх варіантів Ту-22М.

### Ту-22М2
Ту-22М2, як і подальші розробки ОКБ за темою «45», чисто зовні залишили від Ту-22 тільки передню стійку шасі і частково вантажовідсік з напівутопленною ракетою Х-22Н. Все інше, так чи інакше, зазнало змін.

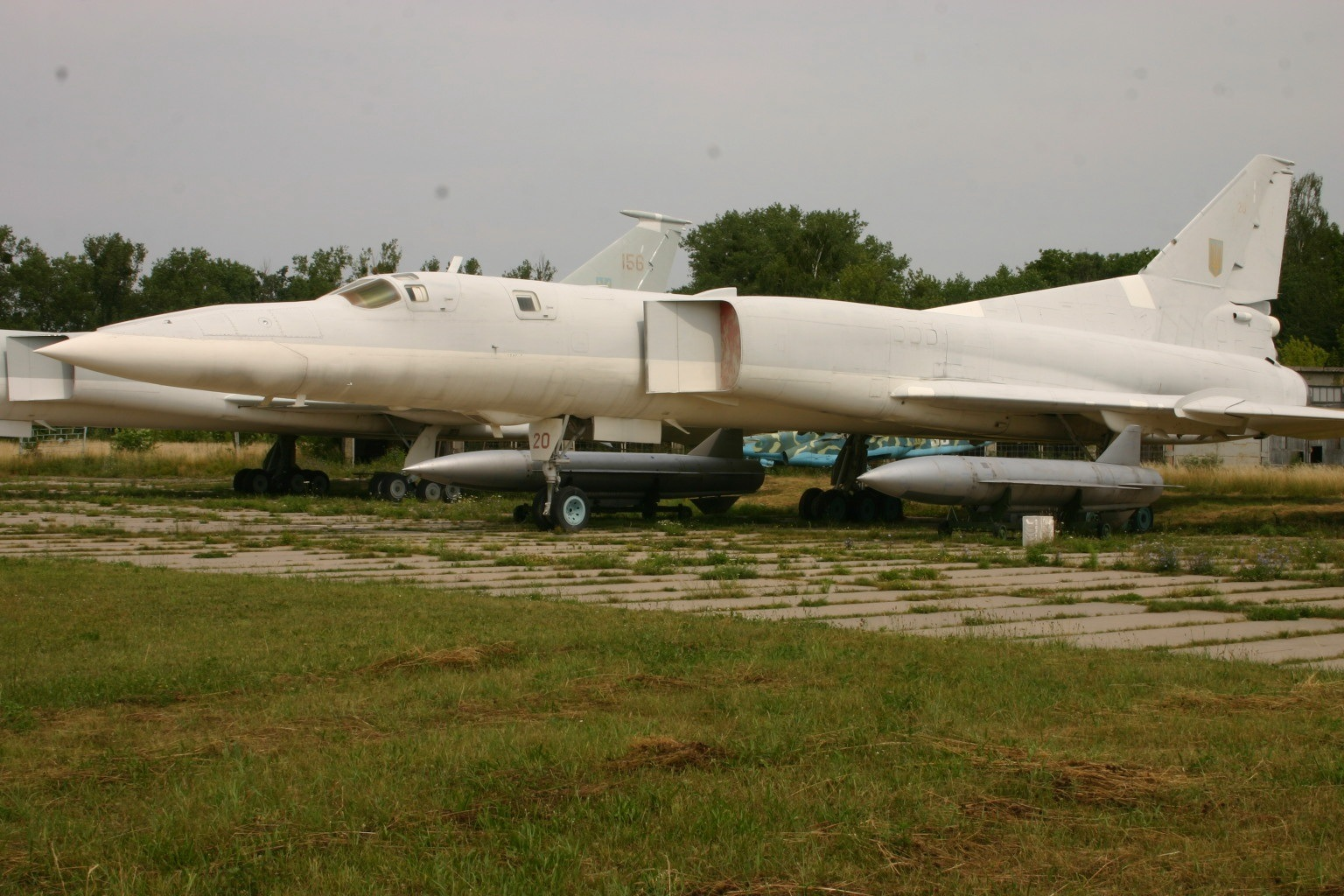
Ту-22М2

Ту-22М2 («45-02») планувалося будувати з поліпшеними двигунами НК-23 (22000 кгс, 0,85 кг/кгс годин) з можливістю їх заміни більш потужними і економічними двигунами НК-25, проте всі серійні машини отримали НК-144-22 серії 2, з тягою на форсажі близько 20000 кгс (НК-144 мав форсажну тягу 17500 кгс). Масу літака передбачалося знизити приблизно на 1400—1500 кг. Бортове обладнання ТУ-22М2 було структуровано у кілька взаємопов'язаних бортових систем:
- Навігаційний комплекс НК-45 з цифровою системою керування «Орбіта-10ТС-45»;
- Автоматична бортова система керування АБСУ-145М;
- Панорамно-прицільна радіолокаційна станція ПНА;
- Оптико-телевізійний бомбардувальний приціл ОПБ-15Т;
- Стрілецький радіолокаційний приціл ПРС-4КМ;
- телевізійний стрілецький приціл ТП-1км
- Система РЕБ — станції «Бузок».

Велася активна робота з поліпшення аеродинамічних якостей літака (особливо в польотах на малих висотах з метою подолання ППО супротивника). Система катапультування екіпажу була модифікована і забезпечувала покидання літака вгору (на колишніх моделях покидання відбувалося вниз, що накладало обмеження на мінімальну висоту при катапультування). У цілому льотно-технічні характеристики літака залишилися на рівні Ту-22М1.
Перший побудований на Казанському авіаційному заводі Ту-22М2 здійснив політ 7 травня 1973 року (випробування і доведення тривали аж до 1975 року).
Вночі 14 травня 1976 року на серійному Ту-22М2 під командуванням В. Борисова був виконаний випробувальний політ на максимальну дальність з однією повітряною дозаправкою. Дальність польоту літака склала близько 7000 км. Політ був зафіксований американськими розвідувальними супутниками, і вже на наступний день карта польоту була надана американською делегацією на переговорах у Женеві щодо скорочення стратегічних наступальних озброєннях ОСО-2. Незважаючи на всі старання делегації СРСР під керівництвом Міністра закордонних справ Андрія Громико, американці наполягли на включенні Ту-22М2 у список стратегічних сил СРСР, хоча, по суті, цей літак не міг працювати по території США. Після довгих і важких переговорів була досягнута домовленість про демонтаж з усіх машин штанг дозаправки і обмеження в темпі виробництва Казанським авіазаводом до 20 машин на рік.
Американці вели активну розвідку і добре знали про ефективність можливого бойового застосування Ту-22М2. Основна зброя літака — протикорабельна гіперзвукова крилата ракета Х-22Н з полегшеною фугасно-кумулятивною бойовою частиною становила значну загрозу для кораблів.
Для керівництва СРСР було влаштовано показ літака, для чого на полігоні збудували макети похідної колони танкового полку. Один Ту-22М накрив площинним бомбовим ударом всю колону і заодно виніс скло на спостережному пункті, де перебувала делегація. Леонід Брежнєв, перебуваючи під величезним враженням від побаченого, нагородив командира екіпажу орденом Червоного прапора.[джерело?]
У серпні 1976 року Ту-22М2 приймається на озброєння Авіації ВМФ і Дальньої авіації (рідкісний випадок, коли нова машина спочатку надходила в морську авіацію). Серійне виробництво Ту-22М2 тривало аж до 1984 року, 17 липня 1985 року п'ятий і останній Ту-22М2 58-ї серії здійснив переліт доставки до 588-го МРАП Тихоокеанського флоту. За цей час було побудовано 211 Ту-22М2.
Одна машина з перших серій Ту-22М2 переобладнана в Ту-22МП — постановник перешкод і носій ракети Х-22МП з напівактивною системою наведення на випромінювання РЛС супротивника — ПГП-К. У носовій частині літака додатково встановлювалася РЛС «Курс-Н». Літак серійно не будувався.
Роботи щодо подальшого розвитку проєкту з поліпшення аеродинамічних показників літака і поява нових, більш досконалих двигунів призвели в подальшому до створення найдосконалішої серійної модифікації Ту-22М — літака Ту-22М3 («45-03»).
Незважаючи на всі виявлені недоліки, Ту-22М2 активно експлуатувався. Абсолютно нормальним вважалося підняти по тривозі 9 з 10 літаків в ескадрильї. Однак у гарнізонах постійно перебували представники промисловості (виїзні бригади) і виконувалися численні доопрацювання.
До середини 90-х років ще далеко не старі Ту-22М2 вже не літали і почали активно утилізуватися. На частині машин були виявлені тріщини в конструкції крила, але причини такого оперативного знищення великого парку літаків були, швидше, політичні.

### Ту-22М3

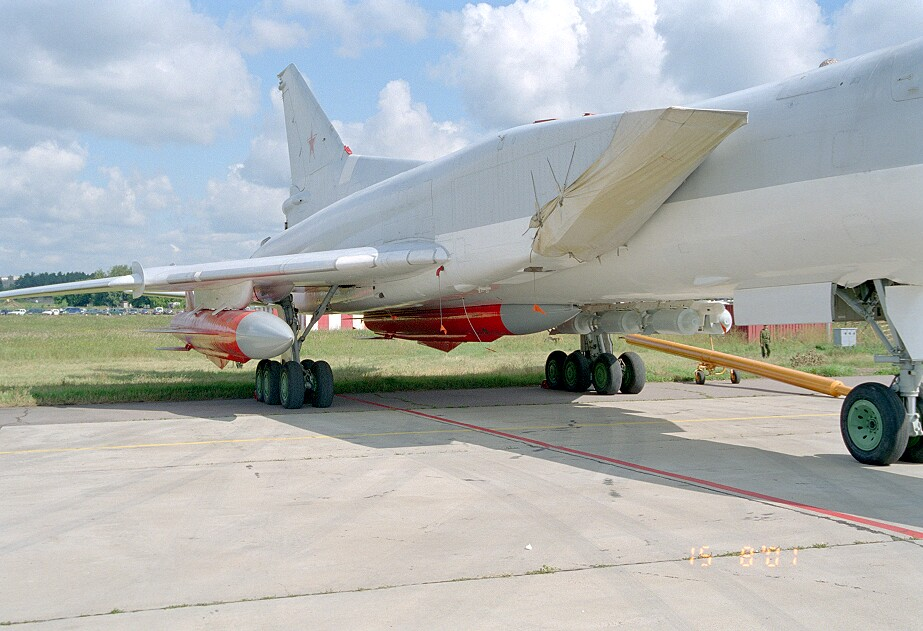
Ту-22М3 з муляжами ракет на підвісці

У січні 1974 року ВПК при Раді Міністрів СРСР ухвалив рішення щодо подальшої модифікації Ту-22М2 під двигуни НК-25. Передбачалося провести заміну двигунів, внести ряд істотних поліпшень у конструкцію і аеродинаміку літака і провести модернізацію більшої частини бортового обладнання та систем, зокрема, передбачалася установка нової РЛС прицільного комплексу. 26 червня 1974 року вийшла Постанова Ради Міністрів СРСР № 534—187, що визначало розвиток Ту-22М з двигунами НК-25, з покращеною аеродинамікою планера, зі зниженою масою порожнього літака і з поліпшеними тактичними та експлуатаційними характеристиками.
У новій модифікації літака, що отримала назву Ту-22М3 («45-03»), були встановлені більш потужні і економічні двигуни НК-25 з електронною системою управління ЕСУД-25. Змінена конструкція каналів повітрозабірників — вхідний пристрій з вертикальною панеллю клина було перероблено на горизонтальний, за ідеологією МіГ-25, що дещо розвантажило крило (повітрозабірники стали «несучими»).
Повністю змінена система електропостачання літака. Встановлено нові безщіточні генератори з електронним управлінням і приводу постійних обертів, демонтовані шість електромашинних перетворювачів. Замість свинцевих акумуляторних батарей 12САМ-55 встановили дві лужні нікель-кадмієві батареї 20НКБН-25У3. Ці заходи істотно підвищили якість електроживлення і помітно зменшили кількість відмов систем літака.

## Інші варіанти

### Ту-22МЗМ
З червня 1990 року був розпочатий проєкт модернізації Ту-22М3 до варіанту Ту-22М3М. За початковим проєктом передбачалося виконати модернізацію бортового радіоелектронного обладнання (БРЕО) з можливістю використання високоточної зброї класу «повітря — поверхня». На початковому етапі робіт планувалось модернізувати радар ПНА-Д шляхом розширення спектру режимів роботи, поліпшення стійкості до завад тощо. Однак невдовзі стало зрозуміло, що цей задум позбавлений сенсу — адже радар ПНА-Д є прямим нащадком «антикварного» ПН, який встановлювався на літаках Ту-22К ще від початку 1960-х рр. То ж вирішено було адаптувати для Ту-22М3М радар «Новела-П38», який був створений для модернізованого протичовнового літака Іл-38Н. Цей варіант РЛС отримав назву НВ-45 «Новела-45». У 2008 р. «Новелу-45» встановили на одному з Ту-22М3 використавши його як літаючий стенд для випробувань РЛС. Згодом вже у 2011 р. з'явився новий задум встановити на Ту-22М3М відповідно модифікований радар Н035 «Ирбис» від винищувача Су-35С, але навесні 2013 р. від цього відмовились, відновивши випробування «Новели-45».
За оголошеними в січні 2012 р. планами передбачалось що до 2020 р. виконати модернізацію до рівня Ту-22М3М 20 літаків. Але 2016 р. міністерство оборони РФ замовило модернізацію до рівня Ту-22М3М всього чотири літаки Ту-22М3. Вони мали отримати радар НВ-45М «Новела-45М», систему управління озброєнням СУРО У001М, модернізований навігаційний комплекс НО-43.03М, приймач системи супутникового позиціонування ГЛОНАСС, комплекс зв'язку С-505-45, комплекс РЕБ Л501 «Редут-45М» (замість старого Л229 «Урал-М»). Бортова електроніка Ту-22М3М на 80 % уніфікована з БРЕО модернізованих бомбардувальників Ту-160М1/М2.
Перший модернізований літак Ту-22М3М розпочав льотні випробування в грудні 2018 р., другий — у березні 2020-го. До кінця 2022 р. була завершена модернізація ще двох літаків. Інформація щодо подальшого ходу програми не публікувалась.
У проміжку виконання робіт по проєкту з модернізації Ту-22М3 було проведено додаткові роботи з модернізації. У 2006 р. була схвалена пропозиція фірми «Гефест і Т» щодо встановлення на Ту-22М3 обчислювально-навігаційного комплексу СВП-22-24, створеного на основі аналогічного комплексу для модернізованих Су-24М. Він включає нові бортові комп'ютери, навігаційне обладнання, а також сучасні засоби відображення інформації. Прототип Ту-22М3 пройшов випробування у 2009 р., у липні 2011 р. була підписана рамкова угода про модернізацію 30 літаків, а у 2012 р. були готові перші Ту-22М3 з СВП-22-24. До 2022 р. ПКС РФ отримали близько 12 таких літаків. До складу озброєння усіх Ту-22М3 замість ракет Х-22 введені сучасніші Х-32.
Після модернізації до рівня Ту-22М3М літак отримує можливість застосовувати керовані авіабомби КАБ-1500 і КАБ-500 з лазерним наведенням, КАБ-500С із супутниковим наведенням, а також іншу високоточну зброю. А також літак отримав можливість дозаправлення у повітрі, бо у модернізованих літаків у ніші над носовою частиною цього Ту-22М3М розміщена висувна штанга для дозаправлення у повітрі.

### Ту-22М4
Початок розробки припав на 1983 рік. Модернізація з установкою нових двигунів НК-32 і зі зміною повітрозабірників двигунів. Модернізація БРЕО шляхом установки нового ПНК, РЛС «Огляд», комплексу РЕП. Розширення номенклатури засобів ураження: 6 КР Х-32 або 10 УР Х-57 (з розміщенням на 6 внутрішніх і 4 зовнішніх точках підвіски) або УПАБ-1500 з телевізійною системою наведення. У 1990 р. був побудований 1 прототип. Роботи в даному напрямку були припинені в листопаді 1991 р.

### Ту-22М5
Початок розробки в 1997 року, було виконано модифікацію обводів крила, поліпшення місцевої аеродинаміки і якості зовнішніх поверхонь з метою зниження ефективної площі розсіювання. Розширена номенклатура засобів ураження: 4 КР Х-101 або 6-8 Х-555. Установка системи управління польотом на малій висоті. Модернізація БРЕО.

### Ту-22МР
У грудні 1985 року почалися літні випробування далекого літака-розвідника Ту-22М3Р (виріб 4509), спроектованого на базі Ту-22М3. У 1989 році літак-розвідник під позначенням Ту-22МР передали в серійне виробництво. Перша експериментальна машина втрачена в авіакатастрофі. Надалі побудовано або переобладнано в розвідувальний варіант з бомбардувальників Ту-22М3 12 літаків. Літак спочатку передбачався для розвідки, постановки перешкод і зазначення цілей ударній групі Ту-22М, проте у зв'язку з розвалом СРСР програма виконана не була. Для забезпечення виконання бойового завдання Ту-22М у 80-х і 90-х роках у штаті полків була ескадрилья Ту-16 у варіантах розвідників і постановників перешкод. Станом на 2011 рік, у зв'язку з загальним розвалом економіки та деградацією кадрів жоден з Ту-22МР не експлуатується.

## Виробництво
До 1983 р. виготовили 211 Ту-22М2 (всі були зняті з озброєння).
У період з 1978 до 1992 р. виготовлено 268 Ту-22М3.
На початку 2013 року в ЗМІ з'явились повідомлення про досягнення згоди між Росією та Китаєм про закупівлю Пекіном виробничої лінії по збиранню бомбардувальників Ту-22М3 на суму 1,5 млрд доларів США. Зібрані в Китаї бомбардувальники надійдуть на озброєння ВМС НВАК під індексом H-10. Літаки Ту-22М3 використовуватимуться для завдавання ударів по морських цілях у режимі польоту на малій висоті (щоб уникнути виявлення радарами). Вони можуть бути використані для створення буферної зони навколо суходолу КНР.
Згідно з цими повідомленнями, Росія поставить машинокомплекти для збирання 36 літаків (та двигунів до них). Перша партія складатиметься з 12 машин, друга — з 24. Ту-22М3 буде поставлятися у модернізованому варіанті з підвищеною дальністю польоту (6800 км) і бойовим навантаженням 24 т. Бомбардувальник-ракетоносець, як і раніше вважається серйозною загрозою для багатьох новітніх систем зброї противника. Ця загроза ще більше зросте, якщо Китаю будуть поставлятися крилаті ракети Х-22 «Буря» (AS-4), виробництва КБ «Радуга» великої дальності.
На кінець 2023 року керівництво авіазаводу в Казані (КАПО) повідомляло про існування планів по виготовленню від кількох до 30 модернізованих Ту-22М3М. Але відомо лише про два замовлених Ту-22М3М та виготовлення відповідно у 2018 та 2023 роках.

## Бойове застосування
Літаки Ту-22М застосовувалися СРСР під час війни в Афганістані (1979—1989) та в російсько-чеченських війнах.

### Російсько-грузинська війна (2008)
У війні проти Грузії в 2008 році РФ застосовувала Ту-22М3 в ролі класичних «бомбовозів» для завдання бомбардувань.
За офіційною версією, один Ту-22М3 був збитий на висоті приблизно 6000 м внаслідок застосування засобів ППО Грузії; літак пілотував екіпаж з 52-го важкого бомбардувального авіаполку, що базується в Шайківці. За даними незалежного аналітика Антона Лаврова, лідера групи Ту-22М3 було збито під час повернення після бомбардування бази грузинської піхотної бригади. Після цієї втрати ВПС Росії до кінця конфлікту не використовували дальню авіацію.

### Громадянська війна в Сирії
8 грудня 2015 року Міністерство оборони РФ на офіційному каналі youtube поширило відео під назвою «Масований авіаудар по об'єктах терористів літаками Дальньої авіації та авіагрупи в Сирії». По цьому відео Спільнота InformNapalm ідентифікувала дальній надзвуковий бомбардувальник Ту-22М3 з бортовим номером 24 «червоний», реєстраційний номер RF-94154, під ім'ям «Михайло Шидловський» зі складу 43-го Центру бойового застосування й підготовки льотного складу (рос. — ЦБП ПЛС).
Також у цьому відеоролику МО РФ були зафіксовані й інші Ту-22М3:
- бортовий 28 «червоний» RF-94157 із 43-ї ЦБЗ ПЛС
- бортовий 46 «чорний»
- бортовий 54 «чорний»

Авіація 52-го гвардійського важко-бомбардувального авіаполку, місце базування — Шайківка (Калузька область) використовується в каральній операції проти сирійського народу, про що свідчить інформація з іншого відео МО РФ «Масований удар літаками Дальньої авіації по об'єктах у Сирії», опублікованого 17 листопада 2015 року.
У січні 2017 р. літаки Ту-22М3 знову брали участь у нальотах на позиції ісламістів у Сирії.
Наприкінці травня 2021 року на авіабазу «Хмеймім» було перекинуто три Ту-22М3. Як заявили у міноборони Росії, «після виконання навчальних завдань, бомбардувальники повернуться на аеродроми постійного базування у Росії».
Розташування авіабази «Хмеймім» дає можливість літакам Ту-22М3 здійснювати патрулювання Середземного моря, а радіус застосування без дозаправки в повітрі сягає Лівії, Судану тощо. На оприлюдненому російським Міноборони відео було видно зліт із закріпленою на зовнішній підвісці надзвуковою протикорабельною ракетою Х-22 (або модернізованою Х-32).

### Російсько-українська війна
28 лютого 2022 року по українському Харкову завдав удар російський стратегічний бомбардувальник-ракетоносій Ту-22М3. Про це 1 березня повідомило Командування Повітряних Сил ЗСУ. З літака по мирному місту було випущено 16 ракет класу «повітря — поверхня».
14 квітня Ту-22М3 бомбардували Маріуполь. Іще 10 квітня у проросійських групах у соціальних мережах стали з'являтись повідомлення про застосування некерованих бомб ФАБ-3000 для бомбардування об'єктів «Азовсталі» з бомбардувальників Ту-22М3.
За даними видання Defense Express, у ніч на 9 травня 2022 року, російські агресори застосували до шести ракет Х-22 по об'єктах у містах Донецької області, що знаходяться в прифронтовій зоні. Інших подробиць відомо на той час не було, окрім того, що пусковою платформою для цих крилатих ракет служать літаки Ту-22М3.
9 травня 2022 року з літаків стратегічної авіації Ту-22М3 по цивільних об'єктах в Одеській області було пущено три ракети комплексу «Кинджал». Внаслідок удару завдано поранення двом людям і спричинено руйнування п'яти будівель туристичної інфраструктури.
11 травня 2022 року в інтернеті було поширене відео, зняте з кабіни літака Ту-22М3 під час пуску пари крилатих ракет, начебто Х-22 (але могли бути і ззовні ідентичні Х-32). З контексту випливає, що на відео було зафіксовано пуски крилатих ракет по Україні, хоча беззаперечних доказів того, що це пуски саме по Україні, у відео не показано.
5 грудня 2022 року, під час підготовки чергового масованого ракетного обстрілу об'єктів енергетичної інфраструктури в Україні на авіабазах стратегічної авіації «Енгельс» та «Дягілєво» стались вибухи (за твердженнями російського міністерства оборони — авіабази були вражені українськими БПЛА). У результаті ударів на землі залишились кілька стратегічних ракетоносців, у випадку Дягілєво — Ту-22М3 з бортовим номером RF-34110 («02» червоний) споряджений ракетою Х-22, а в «Енгельсі» — пошкоджений Ту-95МС. На поширених згодом фото було видно ушкодження хвостової частини літака Ту-22М3, зокрема обшивки кіля та рулів висоти, форсажних камер двигунів та хвостової артустановки.
19 серпня 2023, близько 10:00, внаслідок атаки безпілотника по авіабазі «Сольці» спалахнула пожежа та було спалено щонайменше один літак Ту-22М3. Рештки знищеного літака було видно на комерційних супутникових знімках. Також на авіабазі було підтверджено аварійну посадку ще одного Ту-22М3 (літак сильно пошкоджений). Офіційно оприлюднені обставини цієї операції ГУР МО України були 24 січня 2024 року.
21 серпня 2023 року була атакована авіабаза Шайківка в Калузькій області. За непідтвердженими даними, один літак був пошкоджений або знищений.
У ніч з 18 на 19 квітня 2024 бомбардувальник Ту-22М3 російських ПКС був збитий у повітрі над Ставропольським краєм, на відстані близько 300 км від повітряного простору України. Літак увійшов у плоский штопор і впав біля хутора Богомолов Ставропольського краю. З 4-х членів екіпажу двом вдалося катапультуватися, один загинув, четвертого шукають. Другий бомбардувальник Ту-22М3, який брав участь у цій спробі бомбардування України, по команді зверху був змушений розвернутися, не виконавши пусків ракет. ГУР МО України заявило, що літак збили спільними зусиллями з підрозділами Повітряних Сил, що стало першим ураженням Ту-22М3 в повітрі під час російсько-української війни. Цього дня також вперше за війну вдалось збити ракети Х-22. За даними Reuters, літак було збито за допомогою модифікованого комплексу С-200.
15 серпня 2024 року в Черемховському районі в районі населеного пункту Михайлівка, за 100 метрів від федеральної траси Р-255, Іркутської області РФ впав стратегічний бомбардувальник Ту-22М3. Авіатроща сталась близько 22:11 за місцевим часом, близько 17:11 за Києвом.
1 червня 2025 року Служба безпеки України здійснила операцію «Павутина» з ураження російської стратегічної авіації. Ціллю операції стали 4 аеродроми на території Російської Федерації. Том Купер і Мілітарний написали про підтвердження знищення чи пошкодження щонайменше 7—12 одиниць Ту-22М3. Це знищило близько 30 % боєготового флоту російських Ту-22М, які застосовували у 2022—2023 роках. Станом на 7 червня 2025 року редактори Oryx Blog знайшли фото чи відео підтвердження безповоротної втрати Росією 8 літаків Ту-22М3, ще 3 отримали пошкодження.

## Аварії та катастрофи
9 серпня 2008 року за 50 кілометрів від грузинського міста Горі, за допомогою ЗРК типу «Бук» або «Оса» було збито літак Ту-22М3 (або Ту-22МР).
16 вересня 2017 року літак Ту-22М3 викотився за межі злітно-посадкової смуги на авіабазі Шайківка через аварійне припинення зльоту. Літак було списано. Всі чотири члени екіпажу залишилися неушкодженими.
22 січня 2019 року при посадці у вкрай поганих погодних умовах на військовий аеродром на авіабазі «Оленья», яка розташована на Кольському півострові за 92 км на південь від Мурманська неподалік міста Оленєгорськ сталась авіакатастрофа — розбився Ту-22М3. Відомо, що з чотирьох членів екіпажу вдалось вижити командиру та штурману, однак останній згодом помер у лікарні від отриманих пошкоджень. На оприлюдненому відео видно, що після першого торкання злітно-посадкової смуги, літак «підскочив» й буквально розломився у повітрі. При цьому він загорівся, а його охоплена вогнем кабіна відірвалася і почала перекидатися по землі. Охоплена полум'ям хвостова частина з двигунами пролетіла трохи більше та впала неподалік.
23 березня 2021 року на аеродромі Шайковка під Калугою через нештатне спрацювання катапультного обладнання на землі загинуло троє членів екіпажу Ту-22М3. Відомо, що на аеродромі Шайковка розташований 52-й гвардійський важкий бомбардувальний авіаполк (в/ч 33310), озброєний бомбардувальниками Ту-95МС і Ту-22М3. За даними «НТВ» зазначено, що в результаті інциденту загинув командир полку полковник Вадим Белослюдцев.

## Втрати під час вторгнення в Україну
| №              | Дата           | Місце                                                                                    | Коментар |
| -------------- | -------------- | ---------------------------------------------------------------------------------------- | --- |
| 1 (пошкоджено) | 5 грудня 2022  | «Дягілєво», м. Рязань                                                                    | Дрони невідомого типу атакували аеродром «Дягілєво» у результаті удару було серйозно пошкоджено літак Ту-22М3 з реєстраційним номером RF-34110 («02» червоний). |
| 2              | 19 серпня 2023 | «Сольці», Новгородська область                                                           | Операція підрозділу Головним управлінням розвідки МО України, авіабазу було атаковано дронами коптерного типу, українським розвідникам вдалося повністю знищити один літак Ту-22M3 та два пошкодити. |
| 3 (пошкоджено) | 19 серпня 2023 | «Сольці», Новгородська область                                                           | Операція підрозділу Головним управлінням розвідки МО України, авіабазу було атаковано дронами коптерного типу, українським розвідникам вдалося повністю знищити один літак Ту-22M3 та два пошкодити. |
| 4 (пошкоджено) | 19 серпня 2023 | «Сольці», Новгородська область                                                           | Операція підрозділу Головним управлінням розвідки МО України, авіабазу було атаковано дронами коптерного типу, українським розвідникам вдалося повністю знищити один літак Ту-22M3 та два пошкодити. |
| 5              | 19 квітня 2024 | Богомолов (45°52'25.9"N 41°22'20.7"E), Красногвардійський р-н, Ставропольський краї (РФ) | Зенітні ракетні підрозділи Повітряних сил ЗСУ у взаємодії з Головним управлінням розвідки МОУ знищили Ту-22М3 б/н 11. Літак впав та згорів у Ставропольському краї (РФ). Літак належав до складу 52-го важкого бомбардувального авіаполку (в/ч 33310, авіабаза «Шайківка» Калузької області). |
| 6 (пошкоджено) | 25 липня 2024  | «Оленья», Мурманська область                                                             | Внаслідок влучання безпілотника 25 липня 2024, орієнтовно о 15:47 по аеродрому «Оленья» в Мурманській області зафіксовано пошкодження далекого надзвукового бомбардувальника-ракетоносця Ту-22М3. За оновленою інформацією було вражено два борти Ту-22М3 йдеться про б/н 31(червоний) та б/н 33. |
| 7 (пошкоджено) | 25 липня 2024  | «Оленья», Мурманська область                                                             | Внаслідок влучання безпілотника 25 липня 2024, орієнтовно о 15:47 по аеродрому «Оленья» в Мурманській області зафіксовано пошкодження далекого надзвукового бомбардувальника-ракетоносця Ту-22М3. За оновленою інформацією було вражено два борти Ту-22М3 йдеться про б/н 31(червоний) та б/н 33. |
| 8              | 14 серпня 2024 | Михайлівка, Іркутська область                                                            | Ту-22М3 б/н 78 реєстраційний номер RF-94238 загорівся в небі, почав стрімко знижуватися та розбився в районі населеного пункту Михайлівка, Черемхівського району, Іркутської області (РФ) поблизу федеральної траси Р-255. Всім 4 пілотам вдалося катапультуватися. Один з них згодом помер від отриманих травм. |
| 9              | 2 квітня 2025  | Бурять, Іркутська область                                                                | Бомбардувальник-ракетоносець Ту-22M3 внаслідок аварії розбився поблизу селища Бурять Усольського району Іркутської області. За повідомленням російського Міноборони екіпаж катапультувався, один пілот загинув. |
| 10             | 1 червня 2025  | «Біла», Іркутська область                                                                | 1 червня 2025 року Служба безпеки України провела масштабну спецоперацію «Павутина», направлену на знищення бортів російської стратегічної авіації. Втрати за авіабазами: - «Біла»: 7 од. Ту-22М3. Номери: № 26 RF-94216, що входив до складу 200-го важкого бомбардувального авіаполку. - «Оленья»: 2 од. Ту-22М3. - Авіабаза «Дягілєво»: 3 од. Ту-22М3. Номери: № 34, що входив до складу 200-го важкого бомбардувального авіаполку. |
| 11             | 1 червня 2025  | «Біла», Іркутська область                                                                | 1 червня 2025 року Служба безпеки України провела масштабну спецоперацію «Павутина», направлену на знищення бортів російської стратегічної авіації. Втрати за авіабазами: - «Біла»: 7 од. Ту-22М3. Номери: № 26 RF-94216, що входив до складу 200-го важкого бомбардувального авіаполку. - «Оленья»: 2 од. Ту-22М3. - Авіабаза «Дягілєво»: 3 од. Ту-22М3. Номери: № 34, що входив до складу 200-го важкого бомбардувального авіаполку. |
| 12             | 1 червня 2025  | «Біла», Іркутська область                                                                | 1 червня 2025 року Служба безпеки України провела масштабну спецоперацію «Павутина», направлену на знищення бортів російської стратегічної авіації. Втрати за авіабазами: - «Біла»: 7 од. Ту-22М3. Номери: № 26 RF-94216, що входив до складу 200-го важкого бомбардувального авіаполку. - «Оленья»: 2 од. Ту-22М3. - Авіабаза «Дягілєво»: 3 од. Ту-22М3. Номери: № 34, що входив до складу 200-го важкого бомбардувального авіаполку. |
| 13             | 1 червня 2025  | «Біла», Іркутська область                                                                | 1 червня 2025 року Служба безпеки України провела масштабну спецоперацію «Павутина», направлену на знищення бортів російської стратегічної авіації. Втрати за авіабазами: - «Біла»: 7 од. Ту-22М3. Номери: № 26 RF-94216, що входив до складу 200-го важкого бомбардувального авіаполку. - «Оленья»: 2 од. Ту-22М3. - Авіабаза «Дягілєво»: 3 од. Ту-22М3. Номери: № 34, що входив до складу 200-го важкого бомбардувального авіаполку. |
| 14             | 1 червня 2025  | «Біла», Іркутська область                                                                | 1 червня 2025 року Служба безпеки України провела масштабну спецоперацію «Павутина», направлену на знищення бортів російської стратегічної авіації. Втрати за авіабазами: - «Біла»: 7 од. Ту-22М3. Номери: № 26 RF-94216, що входив до складу 200-го важкого бомбардувального авіаполку. - «Оленья»: 2 од. Ту-22М3. - Авіабаза «Дягілєво»: 3 од. Ту-22М3. Номери: № 34, що входив до складу 200-го важкого бомбардувального авіаполку. |
| 15             | 1 червня 2025  | «Біла», Іркутська область                                                                | 1 червня 2025 року Служба безпеки України провела масштабну спецоперацію «Павутина», направлену на знищення бортів російської стратегічної авіації. Втрати за авіабазами: - «Біла»: 7 од. Ту-22М3. Номери: № 26 RF-94216, що входив до складу 200-го важкого бомбардувального авіаполку. - «Оленья»: 2 од. Ту-22М3. - Авіабаза «Дягілєво»: 3 од. Ту-22М3. Номери: № 34, що входив до складу 200-го важкого бомбардувального авіаполку. |
| 16             | 1 червня 2025  | «Біла», Іркутська область                                                                | 1 червня 2025 року Служба безпеки України провела масштабну спецоперацію «Павутина», направлену на знищення бортів російської стратегічної авіації. Втрати за авіабазами: - «Біла»: 7 од. Ту-22М3. Номери: № 26 RF-94216, що входив до складу 200-го важкого бомбардувального авіаполку. - «Оленья»: 2 од. Ту-22М3. - Авіабаза «Дягілєво»: 3 од. Ту-22М3. Номери: № 34, що входив до складу 200-го важкого бомбардувального авіаполку. |
| 17             | 1 червня 2025  | «Оленья», Мурманська область                                                             | 1 червня 2025 року Служба безпеки України провела масштабну спецоперацію «Павутина», направлену на знищення бортів російської стратегічної авіації. Втрати за авіабазами: - «Біла»: 7 од. Ту-22М3. Номери: № 26 RF-94216, що входив до складу 200-го важкого бомбардувального авіаполку. - «Оленья»: 2 од. Ту-22М3. - Авіабаза «Дягілєво»: 3 од. Ту-22М3. Номери: № 34, що входив до складу 200-го важкого бомбардувального авіаполку. |
| 18             | 1 червня 2025  | «Оленья», Мурманська область                                                             | 1 червня 2025 року Служба безпеки України провела масштабну спецоперацію «Павутина», направлену на знищення бортів російської стратегічної авіації. Втрати за авіабазами: - «Біла»: 7 од. Ту-22М3. Номери: № 26 RF-94216, що входив до складу 200-го важкого бомбардувального авіаполку. - «Оленья»: 2 од. Ту-22М3. - Авіабаза «Дягілєво»: 3 од. Ту-22М3. Номери: № 34, що входив до складу 200-го важкого бомбардувального авіаполку. |
| 19             | 1 червня 2025  | «Дягілєво», Рязань                                                                       | 1 червня 2025 року Служба безпеки України провела масштабну спецоперацію «Павутина», направлену на знищення бортів російської стратегічної авіації. Втрати за авіабазами: - «Біла»: 7 од. Ту-22М3. Номери: № 26 RF-94216, що входив до складу 200-го важкого бомбардувального авіаполку. - «Оленья»: 2 од. Ту-22М3. - Авіабаза «Дягілєво»: 3 од. Ту-22М3. Номери: № 34, що входив до складу 200-го важкого бомбардувального авіаполку. |
| 20             | 1 червня 2025  | «Дягілєво», Рязань                                                                       | 1 червня 2025 року Служба безпеки України провела масштабну спецоперацію «Павутина», направлену на знищення бортів російської стратегічної авіації. Втрати за авіабазами: - «Біла»: 7 од. Ту-22М3. Номери: № 26 RF-94216, що входив до складу 200-го важкого бомбардувального авіаполку. - «Оленья»: 2 од. Ту-22М3. - Авіабаза «Дягілєво»: 3 од. Ту-22М3. Номери: № 34, що входив до складу 200-го важкого бомбардувального авіаполку. |
| 21             | 1 червня 2025  | «Дягілєво», Рязань                                                                       | 1 червня 2025 року Служба безпеки України провела масштабну спецоперацію «Павутина», направлену на знищення бортів російської стратегічної авіації. Втрати за авіабазами: - «Біла»: 7 од. Ту-22М3. Номери: № 26 RF-94216, що входив до складу 200-го важкого бомбардувального авіаполку. - «Оленья»: 2 од. Ту-22М3. - Авіабаза «Дягілєво»: 3 од. Ту-22М3. Номери: № 34, що входив до складу 200-го важкого бомбардувального авіаполку. |

## Оператори

### Поточні
Росія — 51 Ту-22М3 на озброєнні та 1 Ту-22МР (небоєздатний), станом на 2025 рік. Справних 27, та ще 2 у ремонті (за даними ГУР МО України станом на другу половину серпня 2023 р.).

### Колишні
СРСР
 Україна — Ту-22М перебували на озброєнні ВПС України у 1992—2003 роках у кількості: 17–22 Ту-22М2, 43–60 Ту-22М3. Всі були утилізовані, 4 одиниці залишені для музейної експозиції

### Україна

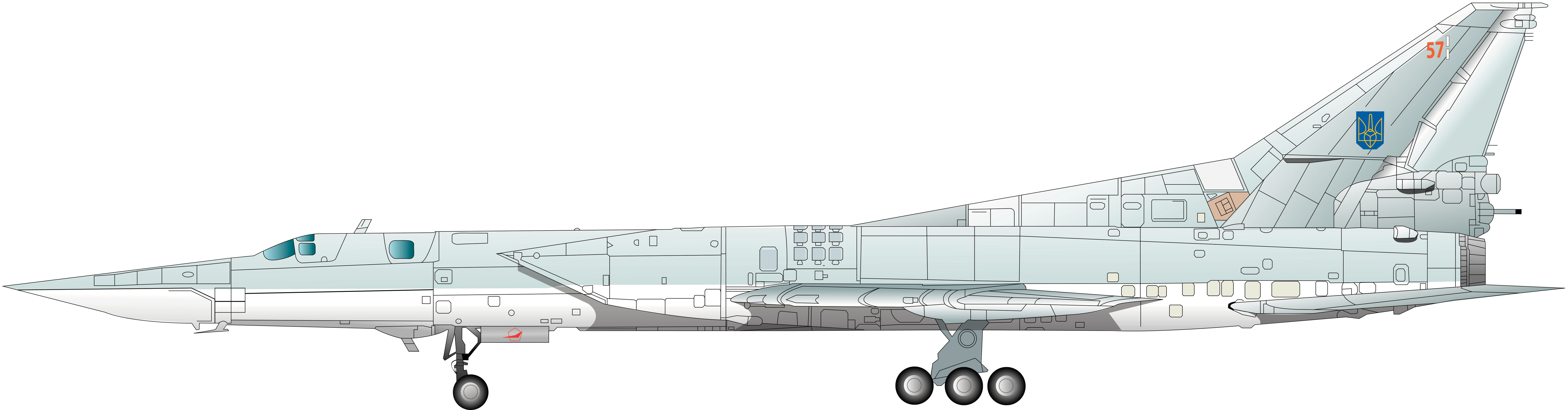
Ту-22М3 Повітряних Сил України

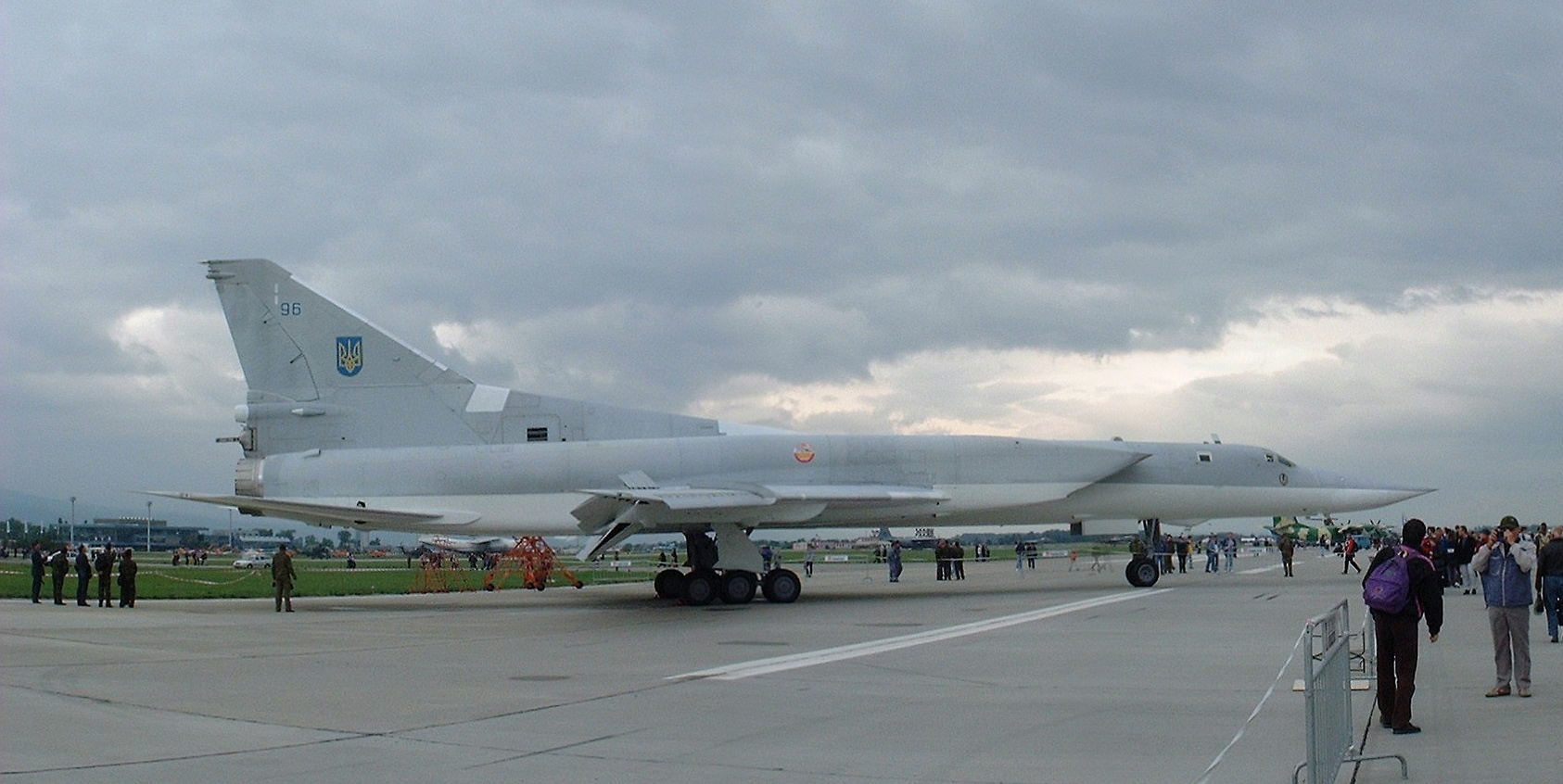
Ту-22М3 (б/н 96) ВПС України на авіашоу SIAD 2002, Словаччина.

Коли в 1991 році Радянський Союз розпався, Україна отримала у спадок стратегічні бомбардувальники Ту-22М2 та Ту-22М3.
На авіабазі Полтава базувався 185-й важкий бомбардувальний авіаційний полк. У 1991 році на озброєнні 185-го важкого бомбардувального авіаполку перебувало 6 Ту-16П і 18 Ту-22М3.
На авіабазі Кульбакіне базувався 540-й інструкторсько-дослідний морський ракетоносний авіаційний полк. У 1992 році на озброєнні авіаполку перебувало 29 Ту-22М2/М3 і 20 Ту-16К. На початку 1990-х років Ту-16К і Ту-22М2 були відправлені на бази зберігання, а потім утилізовані.
1–2 серпня 1996 р. на полігоні Києво-Олександрівка в Миколаївській області проходили навчання. Під час навчань, бомбардувальники, діючи під прикриттям Су-27, здійснили «килимове» бомбардування об'єктів «супротивника» в оперативній глибині, скинувши при цьому за один виліт майже півтори сотні 250-кг уламково-фугасних авіабомб.
У 1998 році Ту-22М3 зі складу полтавської авіадивізії брав учать у RIAT-98 та став першим призером — його екіпаж під командуванням підполковника Миколи Меншикова був визнаний переможцем у конкурсі на кращу посадку. У його кабіні побували принц Філіп, чоловік королеви Великої Британії Єлизавети II та наслідний принц Йорданії Фейсал.
Надалі Ту-22М3 українських ВПС епізодично залучались до участі у деяких інших навчаннях. Зокрема, 27 серпня 2000 р. один літак цього типу узяв участь у третьому етапі навчань ППО Співдружності незалежних держав «Бойова співдружність — 2000», що проходили на полігоні Ашулук під Астраханню (Російська Федерація). У ході цих навчань Ту-22М3, імітуючи використання крилатих ракет, запустив повітряну мішень, яку перехопили два українські винищувачі Су-27. Приблизно в той же час два екіпажі 185 вбап з Полтави подолали понад 4000 км і вразили навчальні цілі в Баренцовому морі.
Брали участь у авіаційних парадах до Дня незалежності України. На початку червня 2002 р. Ту-22М3 представляв українські ВПС на міжнародному авіашоу в Братиславі, де здобув приз «за найбільш вражаючий літак».
У 2002—2006 роках на авіабазах у Миколаєві, Полтаві, Прилуках та Білій Церкві було ліквідовано 60 Ту-22М (43 Ту-22М3 та 17 Ту-22М2), що перебували на озброєнні ВПС і авіації ВМС України, а також перебували на базах зберігання і авіаремонтних заводах. Також на авіабазі Озерне було знищено 423 авіаційні крилаті ракети Х-22. Для музейної експозиції було залишено 4 Ту-22М, з яких один Ту-22М3 перебуває в Полтавському музеї дальньої та стратегічної авіації, і по одному Ту-22М0, Ту-22М2 і Ту-22М3 — у Державному музеї авіації України.
Не на камеру офіцери авіації розповіли: саме вильоти українських Ту-22М3 ставили крапку у трьох територіальних конфліктах. У 1997 році, коли Румунія забажала острів Зміїний, також у 1997 році, коли був перший конфлікт з Росією навколо острова Тузла. І вже в 2003 році, коли Москва дала вказівку насипати косу до цього острова, але потім зупинила роботи.
Тимчасова слідча комісія Верховної Ради України для проведення розслідування відомостей щодо фактів розкрадання в ЗСУ та підриву обороноздатності держави у період з 2004—2018 роки встановила, що лише на підставі даних про розподіл Чорноморського флоту Україна отримала 20 одиниць сучасних стратегічних бомбардувальників Ту-22М3 (19 одиниць були передані РФ), які з невідомих мотивів зняті з озброєння ЗСУ продані та/або утилізовані, хоча такі дії не вимагалися за укладеними міжнародно-правовими договорами щодо скорочення стратегічних наступальних озброєнь, зокрема за Договором про скорочення і обмеження стратегічних наступальних озброєнь від 31 липня 1991 року та Лісабонського протоколу 23 травня 1992 року.

## Тактико-технічні характеристики
Наведені характеристики відповідають модифікації Ту-22М3. Джерела даних: Tupolev Tu-22M, Frawley

### Технічні характеристики

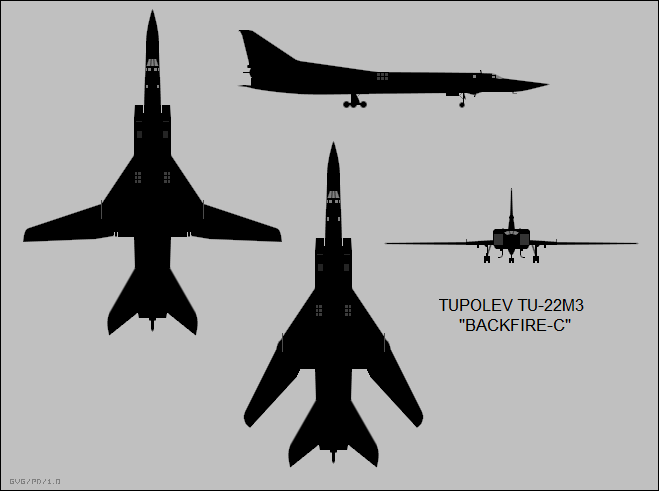
Ортогональні проекції Ту-22М

- Екіпаж: 4 особи (пілот-командир, другий пілот, штурман-оператор, штурман-навігатор)
- Довжина: 42,46 м
- Розмах крила:
  - при куті стрілоподібності χ=20°: 34,28 м
  - при куті стрілоподібності χ=65°: 23,30 м
- Висота: 11,05 м
- Площа крила:
  - при куті стрілоподібності χ=20°: 183,57 м²
  - при куті стрілоподібності χ=65°: 175,80 м²
- Коефіцієнт видовження крила: 3,2
- Маса порожнього: 68 000 кг
- Нормальна злітна маса: 112 000 кг
- Максимальна злітна маса: 126 000 кг
- Маса палива у внутрішніх баках: 54 000 кг
- Силова установка: 2 × ТРДДФ НК-25
  - Безфорсажна тяга: 2 × 14 500 кгс
  - Форсажна тяга: 2 × 25 000 кгс

### Льотні характеристики
- Максимальна швидкість:
  - на великій висоті (12 000 м): 2300 км/год
  - на малій висоті (200 м): 950 км/год
- Бойовий радіус з навантаженням 12 000 кг:
  - на надзвуковій швидкості: 1500—1850 км
  - на дозвуковій швидкості і малій висоті: 1500—1650 км
  - на дозвуковій по змішаному профілю: 2400 км
- Перегінний радіус: 7000 км
- Практична стеля: 13 300 м
- Швидкопідйомність: 15 м/с
- Навантаження на крило: 688 кг/м²
- Тягооснащеність: 0,45
- Максимальне експлуатаційне перевантаження: +2,5 g

### Озброєння

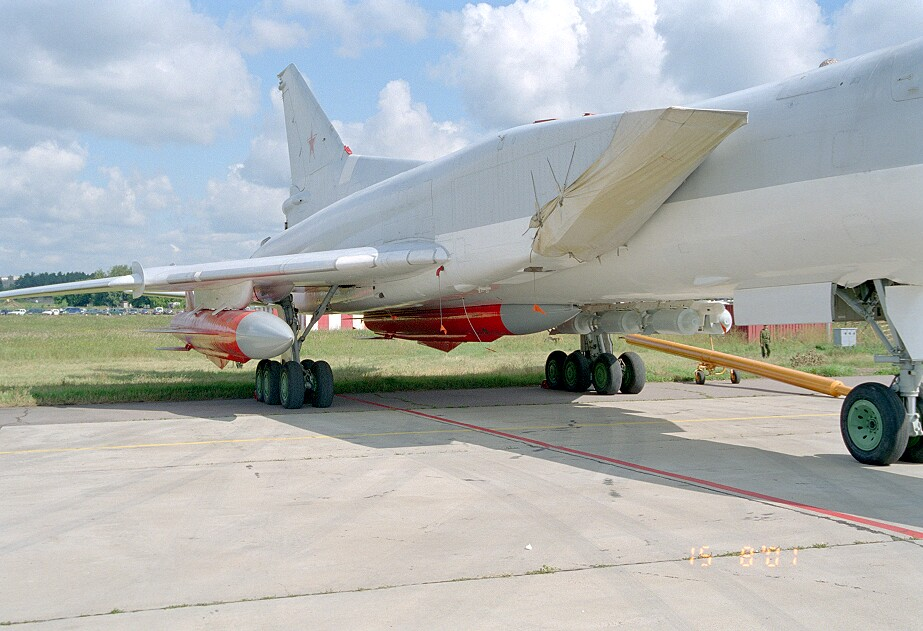
Протикорабельна ракета Х-32

- Стрілецько-гарматне: 1×23 мм авіаційна гармата ГШ-23
- Точки підвісу: 3
- Бойове навантаження: 24 000 кг, пілони крила та фюзеляжу та внутрішній відсік озброєння з наступним озброєнням:
  - до 18 × ФАБ-500
  - до 8 × ФАБ-1500
  - до 3 × Х-22/Х-32
  - до 10 × Х-15
  - до 4 × Х-47М2 «Кинджал»[74]